# Piero (figlio di Magnete)
Piero  (in greco antico: Πίερος?, Píeros) è un personaggio della mitologia greca. Fu un principe di Magnesia

## Genealogia
Figlio di Magnete ed amato dalla musa Clio, fu padre di Giacinto ed Imene.

## Mitologia
Clio si permise di criticare Afrodite per aver avuto una relazione con il mortale Adone. Afrodite allora, per vendetta, fece in modo che Clio si innamorasse a sua volta di un mortale, Piero.